# Мамаева, Екатерина Филипповна
Екатери́на Фили́пповна Мама́ева (1924, Алтайская губерния — 2004(?), с. Заря, Шовгеновский район, Адыгея) — передовик советского сельского хозяйства, звеньевая колхоза имени Чкалова Ключевского района Алтайского края. Герой Социалистического Труда (1948).

## Биография
Родилась в 1924 году в селе Красный Яр Барнаульского уезда Алтайской губернии (ныне Ключевского района Алтайского края) в крестьянской семье. Девичья фамилия — Кофанова.
После окончания неполной средней школы в 1941 году вступила в местный колхоз имени Чкалова и в годы войны возглавляла полеводческую комсомольско-молодёжную бригаду, которой за ударный труд было присвоено звание «гвардейцев тыла». На обработке зерновых возглавляемый Е. Ф. Кофановой коллектив стал признанным лидером социалистического соревнования. Самостоятельно освоила специальность тракториста, по итогам работы в 1947 году её звеном был получен урожай пшеницы 30,12 центнеров с гектара на площади 8 гектаров.
Указом Президиума Верховного Совета СССР от 4 марта 1948 года за получение высоких урожаев пшеницы и ржи в 1947 году Кофановой Екатерине Филипповне присвоено звание Героя Социалистического Труда с вручением ордена Ленина и золотой медали «Серп и Молот».
В Грамоте Президиума Верховного Совета СССР, выданной на имя Е. Ф. Кофановой, записано:

«За Ваши исключительные заслуги перед государством,  выразившиеся в получении в 1947 году урожая пшеницы 30,8 центнера с гектара на площади 8 гектаров. Президиум Верховного Совета СССР своим Указом от 4 марта 1948 года присвоил Вам звание Героя Социалистического Труда»— [Н.Г. Апарин, А.В. Киселёв. Золотые Звёзды Адыгеи. — 2-е изд. доп. дораб.. — Майкоп: Адыгейское отделение Краснодарского книжного издательства, 1980. — 220 с. — 5000 экз.]
.
В 1953 году Екатерина Филипповна Мамаева (по мужу) окончила двухгодичные курсы председателей колхозов в Барнауле и работала агрономом в Волчихинском и Бурлинском районах Алтайского края.
Член КПСС с 1954 года.
В 1960 году с семьёй переехала в Адыгею и трудилась садоводом-виноградарем в совхозе «Заря» Шовгеновского района. Ударник коммунистического труда, награждена медалью «За доблестный труд. В ознаменование 100-летия со дня рождения В. И. Ленина».
Избиралась депутатом Ключевского районного и Алексеевского сельского Советов депутатов трудящихся, делегатом XI съезда ВЛКСМ (апрель 1949) и первой конференции Всемирного Конгресса сторонников мира (1949).
После выхода на пенсию проживала в Республике Адыгея.
Умерла в 2004(?) году.

## Награды
- медаль «Серп и Молот» (1948);
- орден Ленина (04.3.1948).
- медаль «За доблестный труд в Великой Отечественной войне 1941-1945 гг.»
- медаль «В ознаменование 100-летия со дня рождения Владимира Ильича Ленина» (6 апреля 1970)